# モンスターハンター (映画)
『モンスターハンター』（原題：Monster Hunter）は、カプコンの同名のゲームシリーズをもとに、ポール・W・S・アンダーソンが製作・脚本・監督を務めた2020年の映画。
アンダーソンの妻であるミラ・ジョヴォヴィッチが監督と主演の関係で5度目の共演を果たし、トニー・ジャー、ティップ・“T.I.”・ハリス、ミーガン・グッド、ディエゴ・ボネータ、ジョシュ・ヘルマン、ジン・アウヨン、ロン・パールマンが出演している。
このゲームシリーズをベースにした映画化は、ポール・W・S・アンダーソンにより2012年から構想されていた。2018年10月にカプコンから正式に発表され、同月にコンスタンティン・フィルム社で制作が開始された。主要撮影は2018年10月5日に開始され、2018年12月19日に南アフリカ共和国ケープタウンで終了した。
2020年12月に全米で公開、日本では2021年3月26日に公開された。6,000万ドルの予算（マーケティング費用を含まず）に対して全世界で3,100万ドル（日本公開前）の興行収入という惨敗を喫し、評価は賛否両論で、アクションシーンや視覚効果については評価されたものの、脚本や演出、編集については批判されている。

## ストーリー
人間が多種多様なモンスターと共存している新世界。強力な生物を狩るために訓練された戦士であるハンターは、角の生えた地底のモンスター「ディアブロス」に船を襲われ、チームと離れ離れになってしまう。
現実の世界では、アメリカ陸軍のナタリー・アルテミス大尉と国連のセキュリティチームが、砂漠で行方不明になった兵士のチームを捜索していた。
突然の嵐で新世界へのポータルに引きずり込まれた彼らは、探していた兵士たちの遺体と車を発見する。ディアブロスが彼らに近づくと、一行を観察していたハンターが警告信号を発射する。弾丸や手榴弾をものともせず、ディアブロスは隊員2名を攻撃して殺害した。
洞窟に身を隠した生存者たちは「ネルスキュラ」と呼ばれるモンスターの群れに襲われる。アルテミスは麻痺させる毒を注射され、他のメンバーが彼女を助けようとすると、さらにネルスキュラがやってきて彼らに群がる。
ネルスキュラの巣で目を覚ましたアルテミスは、チームが死んでいたり、卵を産みつけられたりするのを見つけ、追いかけてきたネルスキュラの群れに火をつけて巣を脱出する。
地上ではハンターと遭遇し、言葉が通じなかったこともあり壮絶な戦を繰り広げた後、お互いに協力することを快諾する。アルテミスは、ポータルが砂漠の向こうにある「スカイタワー」によって作られていることを知る。ハンターは、この塔にたどり着くためには、ディアブロスを殺さなければならないと言う。
アルテミスはハンター独特の武器を使った戦い方を学び、ディアブロスをネルスキュラの毒で殺すための罠を仕掛けるのに協力する。攻撃は成功し、アルテミスがとどめを刺したが、ハンターは重傷を負ってしまった。その場しのぎの担架を作って、アルテミスは彼を担いで砂漠を横断する。
辿り着いたオアシスには、「アプケロス」と呼ばれる草食動物が生息していた。一緒に肉を食べていると、火を噴くワイバーン「リオレウス」が飛来し、アプケロスたちを暴走させたところで、アルテミスとハンターは大団長率いる一団に助けられるが、アルテミスは牢に入れられてしまう。
なんとか脱出して大団長に会うと、大団長は「スカイタワーは世界を行き来する最初の文明が、モンスターを使って作ったものだ」と説明する。アルテミスは、故郷に帰るためにリオレウスを退治することに同意する。
続いて行われた戦闘で、アルテミスはポータルから落ち、自分の世界に戻る。しかし、ポータルの閉鎖が間に合わず、リオレウスが現れて大混乱に陥ってしまう。アルテミスは、ハンターがポータルを通り抜けて致命的な一撃を与えるまでの間、その動きを抑えることができた。残るチャンスもあったが、アルテミスは新世界に戻り、ハンターのもとに残ることを決める。
「ゴア・マガラ」が現れ、アルテミスに大団長が声をかけてきた。大団長は、ポータルが開いている限り、モンスターが地球に侵入してくる恐れがあると指摘する。アルテミスは、スカイタワーを破壊する方法を見つけることが最大の目的であると結論づけ、ハンター、大団長と共にゴア･マガラに戦いに挑んでいく所で、物語は幕を閉じる。
ポストクレジット後、アイルーが到着して戦いに参加する。一方、タワーの上からマントをまとった謎の人物がその戦いを見守っているのだった。

## キャスト
※括弧内は日本語吹替。
- ナタリー・アルテミス - ミラ・ジョヴォヴィッチ（本田貴子）
- ハンター - トニー・ジャー（松坂桃李）
- 大団長 - ロン・パールマン（大塚明夫）
- リンク - ティップ・“T.I.”・ハリス（杉田智和）
- マーシャル - ディエゴ・ボネータ（宮野真守）
- ダッシュ - ミーガン・グッド（井上麻里奈）
- スティーラー - ジョシュ・ヘルマン（中村悠一）
- アックス - ジン・アウヨン（英語版）（花江夏樹）
- 受付嬢 - 山崎紘菜[8][9]
- エイデン - ヤニク・シューマン（英語版）
- リア - ナンダ・コスタ（英語版）（小若和郁那）

## 登場するモンスター
多くのモンスターは、小銃やガトリングガン程度の銃撃はものともせず、グレネード数発でも多少怯む程度で足止めにしかならない。詳細は「モンスターハンターのモンスター一覧」を参照。
ネルスキュラ
昆虫のようなモンスター。小型ネルスキュラは推定2ｍ程度、大型ネルスキュラは推定5～6ｍ程度。火や爆発に弱く、太陽光にも弱く日中は外に出られない。
小銃の攻撃でもほぼ通用せず、ライフル弾を用いても圧倒的な数で押し寄せるため効果的とは言えない。ハンターは、高所から体重を乗せて大剣で叩き切ることで、大型の『ネルスキュラ』を倒している。
ディアブロス
推定10ｍを超す大型モンスター。地中を泳ぐように進んで突進攻撃してくる他、地上に出てからも体当たりや前脚による打撃、尻尾による攻撃などが強力である。
『ディアブロス』には、毒矢で目を攻撃して潰した上で、RPGで攻撃して大ダメージを負わせて、大剣を頭に突き刺し、それをさらに突き入れることで倒している。
アプケロス
水場に生息する大型の草食モンスター。
- ガレオス
- リオレウス
- アイルー
- ゴア・マガラ

## 製作
2012年には、『バイオハザード』の監督であるポール・W・S・アンダーソンがゲーム『モンスターハンター』シリーズの映画化を監督すると噂されていた。アンダーソンは、2008年頃に来日した際にこのゲームを発見してそのファンになり、映画化を「情熱的なプロジェクト」と考えていたと述べているほか、ゲームを紹介してから数年以内に映画化の権利を確保するためにカプコンと話し合いを始めたと述べている。
2016年9月に開催された東京ゲームショウで、カプコンのプロデューサーである辻本良三は、実写の『モンスターハンター』がハリウッドで製作中であることを明言した。その数か月後、かつてゲーム『バイオハザード』の映画化に貢献したアンダーソンとプロデューサーのジェレミー・ボルトは、約5年の話し合いの末にカプコンから『モンスターハンター』の映画化の権利を獲得したことを明かしている。アンダーソンもボルトも映画のシリーズ化を期待しており、アンダーソンはシリーズの人気だけでなく「信じられないほど美しく、没入感のある世界を作り上げた」という理由に惹かれた旨を語っている。アンダーソンはすでに脚本を書き上げており、アメリカ人が『モンスターハンター』シリーズの舞台となるパラレルワールドに引きずり込まれてモンスターとの戦い方を学んだ後、モンスターが現実世界に戻ってきて攻撃を開始したときの状況、例えばロサンゼルス国際空港での最後のクライマックスの戦いなどに対処しなければならないという内容であった。この段階では、現実世界のモンスターをファンタジー世界に追いやるヒーローとして、ルーカスという現実世界の若者が登場することがコンセプトになっていた。その後、脚本が発展していくにつれてハリウッドではこのジャンルが過度に使われるようになったため、アンダーソンはヤングアダルトという概念から離れ、代わりに『アバター』や『レイダース/失われたアーク《聖櫃》』の設定に基づいた脚本を執筆していった。
映画化は2018年5月に正式発表された。アンダーソンによると、当時のシリーズ最新作『モンスターハンター：ワールド』の成功により、多くの配給会社が映画化の可能性を模索していたという。同作品は2018年初頭にカプコンが日本限定ではなく世界的なリリースを目指して開発し、多くの映画配給会社はアンダーソンが映画化の権利を獲得済みであることを知った。

## 公開
当初、2020年9月4日に日米同時公開を予定していたが、新型コロナウイルス流行の影響でアメリカでの公開が2021年4月23日に延期になったことから日本での公開も延期となった。その後、アメリカでの公開予定日は2020年12月18日に前倒しされ、日本の公開予定日も2021年3月26日に決定している。
映画の中にアメリカの古い童謡で日本人や中国人に対する差別的な内容の“Chinese, Japanese, dirty knees”を指していると思われるセリフがあり、中国では2020年12月4日に上映が開始されたが、翌日の12月5日から公開中止となった。
この件に関してアンダーソン監督は謝罪し、全世界（公開中の国・地域および今後公開予定の国・地域含む）で問題のシーンをカットすることを表明している。

## 興行成績
2021年3月24日現在、『モンスターハンター』はアメリカとカナダで1490万ドル、その他の地域で1690万ドル、全世界合計で3180万ドルの興行収入を記録している。